# Tabanus consaguineus
Tabanus consaguineus är en tvåvingeart som beskrevs av Macquart 1838. Tabanus consaguineus ingår i släktet Tabanus och familjen bromsar. Inga underarter finns listade i Catalogue of Life.